# Schloss Saabor

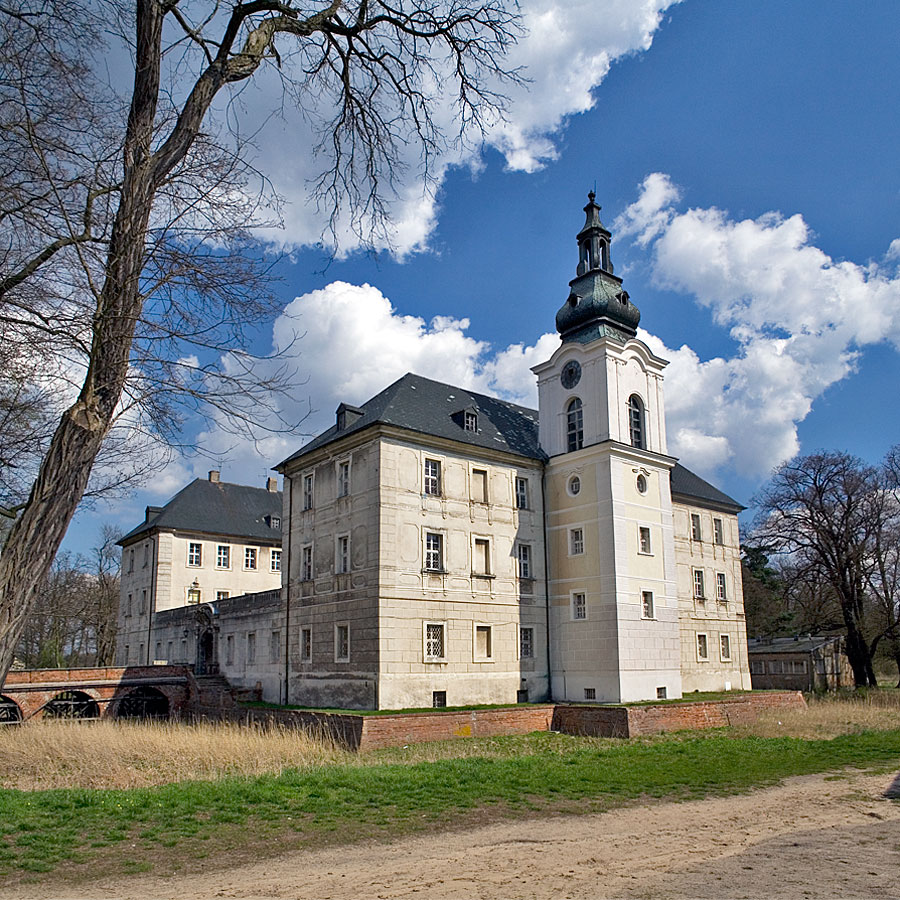
Schloss Saabor

Schloss Saabor (polnisch Zamek w Zaborze) befindet sich im polnischen Zabór (Saabor bei Grünberg), Woiwodschaft Lebus.

## Geschichte
Eine ursprüngliche mittelalterliche Wasserburg wurde nach 1683 durch Johann Heinrich Graf von Dünewald zu einem frühbarocken Schloss umgebaut. Seine Geschichte ist eng mit der Geschichte Sachsens verbunden. Im Jahr 1744 wurde Friedrich August Graf von Cosel, Sohn Augusts des Starken, Eigentümer der Herrschaft Saabor und ließ das 1745 bei einem Brand zerstörte Schloss durch ein Rokoko-Schloss ersetzen. Zwischen dem Schloss und dem Großen See (Jezioro Zabór) wurde ein quadratischer Barockgarten angelegt. Nach 1791 waren die von Schoenaich-Carolath Besitzer. Diese ließen den Schlosspark in einen Landschaftspark umgestalten. Friedrich Wilhelm Carl Prinz von Schoenaich-Carolath, dritter Sohn des Johann Carl Friedrich zu Carolath-Beuthen, und seine Ehefrau Karoline Prinzessin Reuß-Schleiz-Köstritz, lebten auf Schloss Saabor, er selbst war der Landrat vom Kreis Grünberg. Erbe als Majoratsherr wurde ihr Sohn kgl. preuß. Rittmeister Prinz Ferdinand von Schoenaich-Carolath-Mellendorf, der ebenso eine Prinzessin aus dem Haus Reuß-Schleiz-Köstritz ehelichte. Er war im Adressbuch der Millionäre eingetragen. Saabor gehörte zur genealogischen Unterlinie Mellendorf. Die Gutsherren waren zugleich regionale Amtsvorsteher. Nachfolger wurde dann Prinz Georg von Schoenaich-Carolath, Herr auf Mellendorf und Saabor, Präsident der Schlesischen Landwirtschaftskammer. Seine Frau war Wanda Prinzessin Schoenaich-Carolath. Ihnen folgte als Erbe Major Prinz Johann-Georg von Schoenaich-Carolath (1873–1920). Seine Nachfahren hielten Mellendorf als Grundbesitz. Saabor fiel vermutlich spätestens ab 1920 an seine Witwe, Hermine von Reuß, die spätere zweite Ehefrau des ehemaligen deutschen Kaisers Wilhelm II.
1943 wurde Franz Wilhelm Prinz von Preußen auf Schloss Saabor geboren, als Sohn der Henriette Prinzessin von Schoenaich-Carolath (1918–1972), jüngste Tochter des Johann-Georg von Schoenaich-Carolath-Saabor und erste Ehefrau des Karl Franz Joseph von Preußen (1916–1975).
Mit der polnischen Übernahme der Region wurde das Schloss verwüstet. Zunächst wurde hier ein landwirtschaftliches Schulungszentrum untergebracht, ab 1956 ein Tuberkulose-Zentrum, seit den 1980ern ein Kindersanatorium, das nach 1998 zu einer Kinder- und Jugendpsychiatrie umgewandelt wurde. Im Zusammenhang mit dieser Nutzung wurde hofseitig ein zusätzlicher Bau angelegt. Der Park gehört heute zur Klinik und ist gepflegt. Jedoch ist der Blick auf den See zugewachsen und der seenahe Parkteil versumpft.

## Bauensemble
Eine Zufahrt, die zu einem ehrenhofartigen von Kavaliershäusern umgebenen Platz führt bildet eine zentrale Achse, die in der Mittelachse des Schlosses und im Park fortgesetzt wird. Das Schloss ist dreigeschossig und umfasst einen Arkadenhof. Das Portal der Hofeinfahrt trägt das Allianzwappen der Fürsten von Carolath-Beuthen von 1680. Hofseitig befindet sich der Corps de Logis mit einem Tympanon und dem Wappen Friedrich August Cosels. Die Seitenflügel sind von je einem Turm abgeschlossen, von denen nur der westliche eine Zwiebelhaube und Laterne trägt. Im Inneren ist der Festsaal mit erhaltenem Rokokostuck restauriert. Die Hauptachse des Gartens war durch Brunnenbecken akzentuiert.